# Donald Rumsfeld

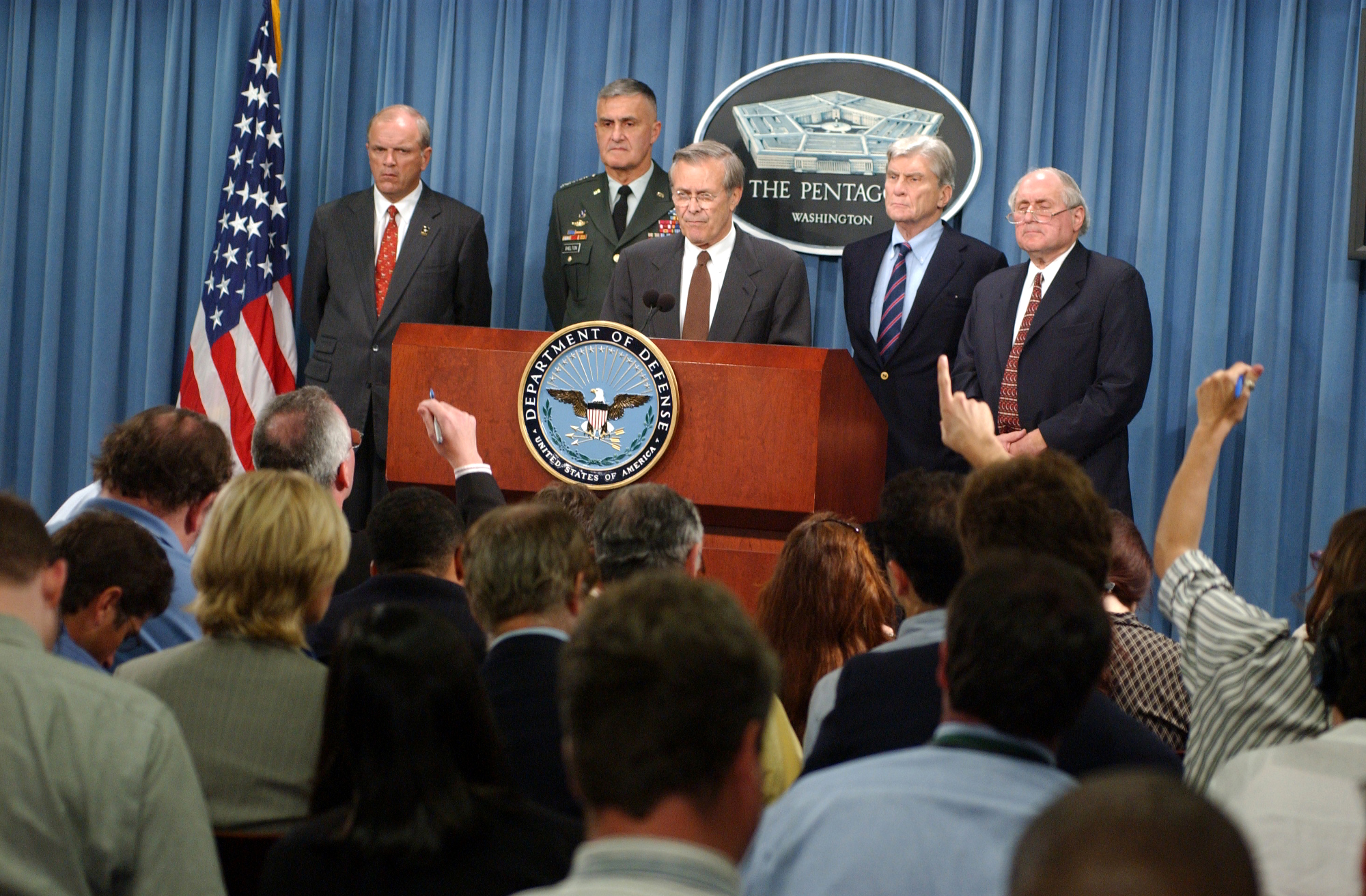
Rumsfeld em uma entrevista coletiva no Pentágono, em setembro de 2001.

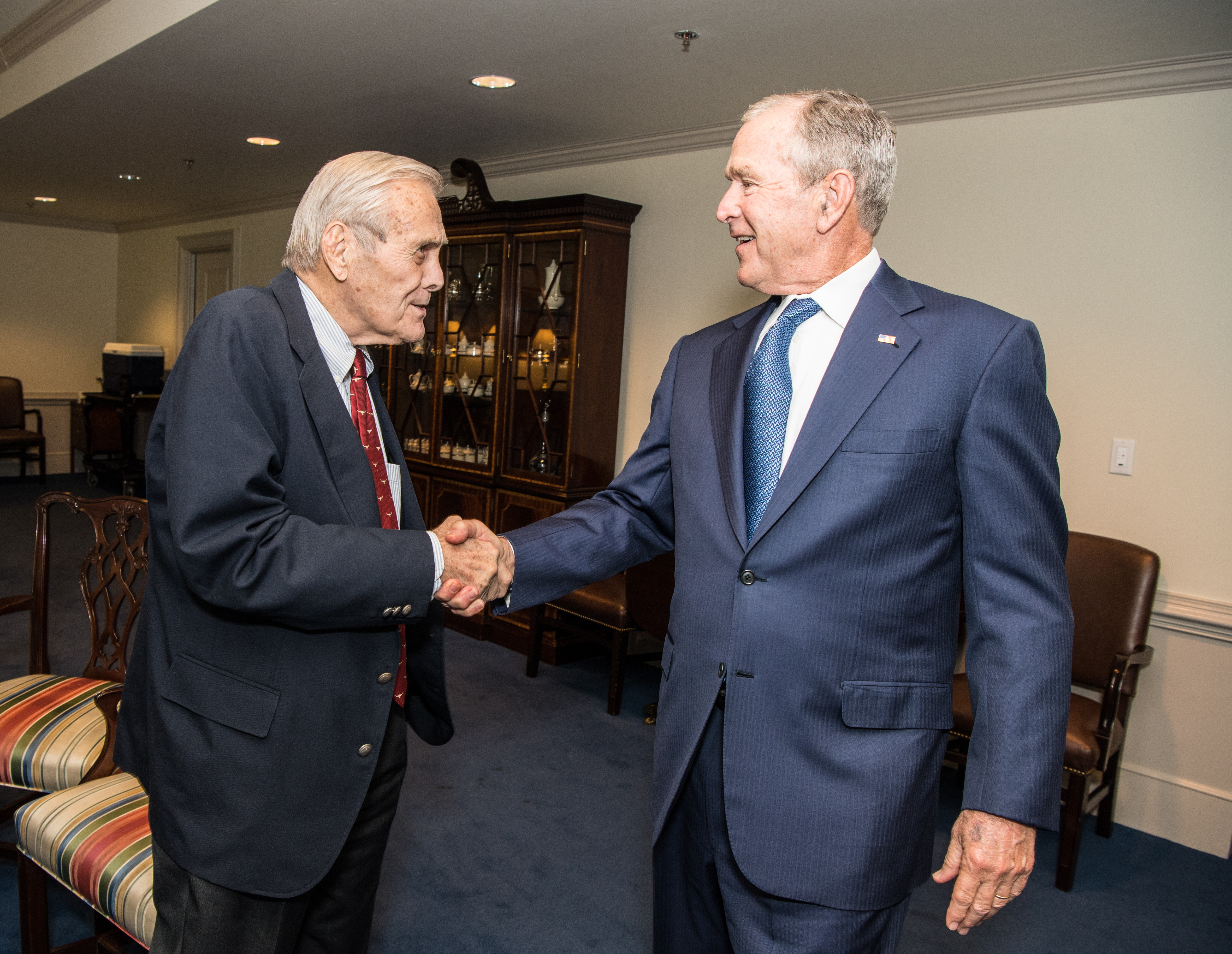
Donald Rumsfeld se encontrando com o ex presidente George Bush, em setembro de 2019.

Donald Henry Rumsfeld (Evanston, 9 de Julho de 1932 – Taos, 29 de Junho de 2021) foi um político, empresário e funcionário público americano. Rumsfeld serviu como Secretário de Defesa dos Estados Unidos de 1975 a 1977, no governo do presidente Gerald Ford, e novamente de janeiro de 2001 até dezembro de 2006 no governo de George W. Bush. Foi o homem mais jovem e o segundo mais velho a servir como chefe do Departamento de Defesa dos Estados Unidos. Além disso, Rumsfeld havia também servido três mandatos na Câmara dos Representantes por Illinois (1963–69), foi diretor do Escritório de Oportunidade Econômica (1969–70), Conselheiro para o Presidente (1969–73, na administração Nixon), representante do governo americano para a OTAN (1973–74) e Chefe de Gabinete da Casa Branca (1974–75). Entre estes cargos no serviço público, também trabalhou em várias companhias privadas, sempre em posições de chefia.
Rumsfeld nasceu em Illinois e mais tarde estudou na Universidade de Princeton, se formando em 1954 com um diploma em ciência política. Após servir brevemente na Marinha por três anos, foi eleito pelo 13º Distrito para o Congresso em 1962 aos 30 anos de idade. Na Câmara, entre as principais legislações que apoiou estava a Freedom of Information Act, que aumentava a transparência no governo federal. Em 1969, Rumsfeld relutantemente aceitou a indicação de Richard Nixon para liderar o Escritório de Oportunidades Econômicas e também foi apontado como conselheiro do presidente, uma posição de gabinete na Casa Branca. Em 1970 ainda liderou o Programa de Estabilização Econômica antes de ser apontado como embaixador para a OTAN. De volta a Washington, em agosto de 1974, Rumsfeld foi apontado como Chefe de Gabinete do presidente Ford. Rumsfeld recrutou para a Casa Branca um dos seus jovens ajudantes, Dick Cheney, para sucede-lo como Chefe de Gabinete quando Ford o nomeou para a posição de Secretário de Defesa, em 1975. Quando o presidente Ford perdeu a eleição de 1976, Rumsfeld retornou para o setor privado na área financeira e foi nomeado presidente da empresa farmacêutica G. D. Searle & Company. Ainda foi CEO da General Instrument, de 1990 a 1993, e presidente da Gilead Sciences de 1997 a 2001.
Rumsfeld voltou a servir na Casa Branca em 2001 quando foi apontado, pela segunda vez na vida, para Secretário de Defesa dos Estados Unidos pelo presidente George W. Bush. Nove meses depois de assumir o cargo, ocorreram os atentados de 11 de setembro. Rumsfeld então assumiu um papel crucial na resposta do governo, ajudando o governo Bush a orquestrar a chamada Guerra ao Terror. Entre as ações mais contundentes, estavam a invasão e ocupação do Afeganistão e do Iraque. Embora a guerra contra a al-Qaeda no Afeganistão parecia ser taticamente a mais importante, meses depois, no começo de 2002, Rumsfeld e o governo americano mudaram o foco da nação para o Iraque Baathista, governado por Saddam Hussein, acusando seu regime de possuir armas de destruição em massas. A invasão do Iraque começou em março de 2003 e terminou em abril, com a vitória da Coalizão Ocidental. Contudo, com o território iraquiano sob ocupação das forças armadas dos Estados Unidos, nenhuma arma de destruição em massa foi encontrada e a suposta ligação entre Saddam e a al-Qaeda nunca foi provada. Ainda em 2003, mesmo com a invasão concluída, a ocupação se mostrou um desastre. O governo americano subestimou a insurgência iraquiana e tomou diversas decisões, como a que diz a respeito a quantidade de tropas necessárias no país ou a conduta das forças americanas, que foram duramente questionadas. No começo do segundo mandato do governo Bush, a liderança de Rumsfeld no Departamento de Defesa passou a ser questionada pela imprensa, por políticos e até por militares da ativa. Um relatório do Pentágono afirmou que Rumsfeld e seu gabinete "desenvolveu, produziu e, em seguida, disseminou avaliações de inteligência alternativa sobre o relacionamento do Iraque com a Al-Qaeda, que incluíram algumas conclusões que eram inconsistentes com o consenso da Comunidade de Inteligência, repassando-as para legisladores". O tempo de Rumsfeld no cargo foi marcado por diversas controversas além das guerras no Oriente Médio, como o apoio do governo americano para o uso de tortura e as denúncias de abuso de direitos humanos na prisão de Abu Ghraib. Eventualmente, Rumsfeld perdeu apoio político no Congresso, no governo e entre os militares, forçando-o a renunciar ao cargo de Secretário de Defesa em dezembro de 2006.
Após deixar o Governo Bush, aposentou-se da vida política e profissional. Rumsfeld passou então a se dedicar a escrever suas memórias, como Known and Unknown: A Memoir (2011) e Rumsfeld's Rules: Leadership Lessons in Business, Politics, War, and Life (2013) e concedeu várias entrevistas, comentando sobre a situação política dos Estados Unidos na década de 2010 e defendendo seu legado, especialmente suas decisões tomadas no Iraque.
Rumsfeld morreu em 29 de junho de 2021, no Novo México, aos 88 anos de idade, de mieloma múltiplo.